# 이숙기 좌리공신교서
이숙기 좌리공신교서(李淑琦 佐理功臣敎書)는 대한민국 경상북도 김천시 구성면 상원리에 있는 조선시대의 공신록권이다. 2012년 10월 4일 경상북도의 유형문화재 제442호로 지정되었다가, 2018년 6월 27일 대한민국의 보물 제1992호로 승격 지정되었다.

## 지정사유
이 녹권은 이숙기(李淑琦, 1429∼1489)가 1471년(성종2)에 좌리공신(佐理功臣) 4등에 녹훈되면서 받은 것으로, 여기에는 1∼4등까지 73명의 공신들에게 내려졌던 노비(奴婢), 구사(丘史), 전(田) 등이 기재되어 있다.
이숙기는 1453년(단종1)에 무과에 급제하고 1456년에 무과 중시(重試)에 합격하였다. 세조 원종공신 2등에 책록되었다. 이시애의 난때 공을 세워 적개공신(敵愾功臣) 1등에 책록되고 그 공(功)으로 이조참판이 되고 연안군(延安君)에 봉해졌다. 1471년에는 좌리공신(佐理功臣) 4등에 책록되었으며, 이후 형조판서와 호조판서를 역임하였다.
현재, 김길통 좌리공신교서(金吉通 佐理功臣敎書)와 李崇元 좌리공신교서가 각각 보물로 지정되어 있으므로 이 녹권도 문화재적 가치가 크다고 판단되므로 유형문화재(有形文化財)로 지정한다.

## 보물 승격사유
‘이숙기 좌리공신교서’ 는 연안군(延安君) 이숙기(李淑琦, 1429～1489)가 성종의 즉위를 보좌한 공로를 인정받아 1471년(성종 2) 3월 순성좌리공신(純誠佐理功臣)으로 책봉된 이듬해인 1472년(성종 3) 6월에 왕실로부터 발급 받은 공신증서이다.
이 교서는 성종 추대와 관련된 정치적 동향과 참여자 등을 확인할 수 있는 원천 자료이자, 1471년 3월의 공신 책봉 때 누락되었던 구치관(具致寬) 및 이영은(李永垠)의 성명이 각각 첨가되어 있어 이들이 각각 2둥, 4등 공신으로 추가 책봉된 사실을 확인할 수 있는 등 관찬사서에서 누락된 내용을 보완해 주고 있다.
아울러 발급 당시의 원형을 그대로 유지하고 있어 15세기 후반 공신교서의 형태적 특징, 서체와 제작방식 및 장정형태 등을 연구하는 데 있어서도 중요한 의의가 있는 자료로 평가된다.

## 같이 보기
- 이숙기

## 참고 자료
- 이숙기 공신록권 - 국가유산청 국가유산포털